# Deutsches Meisterschaftsrudern 1968
Das 79. Deutsche Meisterschaftsrudern wurde 1968 in Duisburg ausgetragen. Wie bereits im Vorjahr wurden insgesamt Medaillen in 16 Bootsklassen vergeben. Davon 12 bei den Männern und 4 bei den Frauen.

## Medaillengewinner

### Männer
| Bootsklasse                           | Gold | Silber | Bronze |
| ------------------------------------- | --- | --- | --- |
| Einer                                 | Jochen Meißner (Mannheimer RV Amicitia) | Edgar Heidorn (Deutscher Ruder-Club von 1884) | Hermann Meyer-Richtering (Osnabrücker RV) |
| Doppelzweier                          | Rgm. RG Speyer 1883 / Frankfurter RG Germania 1869 Wolfgang Glock Udo Hild | Rgm. Kölner RG 1891 / Coblenzer RG 1921 Dieter Arenz Horst Paelzer | Rgm. Heilbronner RG Schwaben / Stuttgart-Cannstatter RC von 1910 Klaus Kaiser Klaus Harzer                                                                                  |
| Zweier ohne Steuermann                | Rgm. Heidelberger RK / Ludwigshafener RV Alois Bierl Wolfgang Schäfer | Passauer RV von 1874 Günther Karl Franz Held | Wormser RC Blau-Weiß von 1883 Joachim Wienstroer Detlef Glätzer |
| Zweier mit Steuermann                 | Hanauer RC Hassia Bernhard Hiesinger Rolf Hartung Lutz Benter (Stm.) | Wormser RC Blau-Weiß von 1883 Armin Holm Peter Stephan Achim Stuhlmiller (Stm.) | Bamberger RG 1884 Karl-Heinz Beilstein Rainer Dachwald Conny Metzner (Stm.)                                                                                                 |
| Vierer ohne Steuermann                | Rgm. Bremer RC Hansa / Emder RV Thomas Hitzbleck Manfred Weinreich Jochen Heck Volkhard Buchter | Rgm. Karlsruher RK Alemannia / Rvg. Hellas-Titania Berlin / Spandauer RC Peter Kuhn Peter Hertel Ulrich Luhn Michael Schwan                                                                                           | Passauer RV von 1874 Heinz Höber Hannsjörg Held Gerd Eckert Josef Himsl |
| Vierer mit Steuermann                 | Rgm. RV Neptun Konstanz / RG Wetzlar 1880 Hans-Johann Färber Udo Brecht Peter Berger Niko Ott Stefan Armbruster (Stm.) | Rgm. RK am Wannsee / BRC Welle-Poseidon Wolfgang Paul Helmut Meyer Gerd Lange Hartmut Rose Bernhard Swieter (Stm.) | Lübecker RK Wilhelm von der Hude Wolfgang Dust Andreas Kock Holger Simon Carl-Peter Rücker (Stm.)                                                                           |
| Achter                                | Rgm. Ratzeburger RC / RU Arkona Berlin / Deutscher Ruder-Club von 1884 / RG Wetzlar 1880 / Binger RG 1911 / Frankfurter RG Germania 1869 Roland Böse Jörg Siebert Egbert Hirschfelder Wolfgang Hottenrott Lutz Ulbricht Rüdiger Henning Dirk Schreyer Horst Meyer Gunther Tiersch (Stm.) | Rgm. RC Allemannia von 1866 / Erster Kieler RC von 1862 / RC Favorite Hammonia Michael Olbrich Horst Olbrich Heinz Lübken Jörg Baumöller Bernd Gördes Ingo Scholz Bernd Speerschneider Klaus Teege Werner Damm (Stm.) | Passauer RV von 1874 Günther Karl Franz Held Robert Eckbauer Josef Himsl Fritz Held Gerd Eckert Hannsjörg Held Heinz Höber Norbert Helmreich (Stm.)                         |
| Leichtgewichts-Einer                  | Jörg Böttcher (BRC Welle-Poseidon) | Ewald Wingender (Limburger CfW) | Martin Neumann (RC Leer) |
| Leichtgewichts-Doppelzweier           | RC Rhenania Koblenz Hans-Joachim Gramkow Friedhelm Schäfer | Rgm. Duisburger RV / Hannoverscher RC von 1880 Rüdiger Teichler Joachim Gohde | Rgm. Mannheimer RV Amicitia / RG Wetzlar 1880 Karl-Heinz Bendlin Ernst Rühl                                                                                                 |
| Leichtgewichts-Vierer ohne Steuermann | Ulmer RC Donau Werner Spies Albert Falschebner Bernd Heim Kraft-Otto Steinle | ARV Alania Hamburg Hans-Derk Gestermann Klaus Steffen Jürgen Roschlaub Heino Ramm | Rgm. RK am Baldeneysee / WSV Mülheim Rolf Plath Walter Täubig Peter Riethmüller Norbert Laurich                                                                             |
| Leichtgewichts-Vierer mit Steuermann  | ARV Alania Hamburg Hans-Derk Gestermann Klaus Steffen Jürgen Roschlaub Heino Ramm Dieter Gedak (Stm.) | Rgm. Ludwigshafener RV von 1878 / Mannheimer RG Rheinau / ARC Würzburg Günther Herbold Gerhard Hasse Cord Specht Harald Wimmer Kurt Lackhoff (Stm.)                                                                   | Rgm. Münchener RC von 1880 / RG Heidelberg / Tübinger RV Fidelia Peter Drews Wolfgang Natus Hartmut Digutsch Rainer Heusel Dieter Proksch (Stm.)                            |
| Leichtgewichts-Achter                 | Rgm. ARV Westfalen / ETuF Essen / Mülheimer RG / WSV Mülheim Jörg Bredthauer Klaus Weber Detlef Schmidt Rüdiger Münchenhagen Achill Jacobs Hans-Detlev Schwechten Jürgen Kleinloh Karl-Heinz Kirchholtes Alto Kirchhoff (Stm.)                                                           | RK am Wannsee Axel Wiersig Horst Lehmann Michael Telschow Hilmar Sonnenberg Wolfgang Filitz Theo Eberenz Peter Schauer Hans-Jürgen Radünz Bernhard Swieter (Stm.)                                                     | Rgm. WSV Godesberg / RG Trier Peter Kühlem Volkmar Köller Peter Rennenberg Herbert Kaiser Wolfgang Fritsch Albert Kesseler Gerhard Kolb Walter Schmitt Ulrich Bohrer (Stm.) |

### Frauen
| Bootsklasse                             | Gold | Silber | Bronze |
| --------------------------------------- | --- | --- | --- |
| Einer                                   | Bärbel Kornhass (RG Worms) | Edith Baumann (Münchener RSV Bayern von 1910)                                                                                                  | Margret Dohrendorf (Lübecker Frauen-RK)                                                                              |
| Doppelzweier                            | Rgm. RV Siemens Berlin / RV Collegia Berlin Dagmar Gutz Charlotte Aschenbach                                                                           | Rgm. IfL der Uni Kiel Bärbel Seddig Ilse Lebert                                                                                                | RC Tegel 1886 Carmen Wulkau Brigitte Osterland                                                                       |
| Doppelvierer mit Steuerfrau             | Rgm. Lübecker Frauen-RK / Lübecker Frauen-RG von 1907 / Ulmer RC Donau Marlene Olrogge Gudrun Vetter Doris Olak Waltraud Roick Christiane Stoll (Stf.) | Rgm. RV Siemens Berlin / RV Collegia Berlin / IfL der Uni Kiel Ilse Lebert Bärbel Seddig Dagmar Gutz Charlotte Aschenbach Renate Grünke (Stf.) | ETuF Essen Brigitte Flintsch Traudl Helligrath Barbara Kuhlmey-Becker Helga Flintsch Ursula Schütz (Stf.)            |
| Doppelvierer Stilrundern mit Steuerfrau | Ulmer RC Donau Ute Steinle Ingrid Steinle Gisela Steinle Eva-Maria Maier-Heuser Renate Kopp (Stf.)                                                     | Lauffener RC Neckar Ingrid Schilling-Bahm Maria Herzog Brigitte Nollenberger Erika Kämpf Marianne Korn (Stf.)                                  | Wormser RC Blau-Weiß von 1883 Gundhild Klöter Hannelore Fetzer Gerdi Schmitt Christa Hasch Heide-Lore Stephan (Stf.) |